# CHUM-City Building
CHUM-City Building, 299 Queen Street West ou CTV Queen Street é um complexo de escritórios e estúdios da cidade de Toronto, Canadá, localizado na interseção da Queen Street com a John Street, no Downtown Toronto. O prédio, em estilo neogótico, já sediou os escritórios da CHUM Limited e atualmente pertence a CTVglobemedia. Concluído em 1913, o complexo foi tombado pelo Ontario Heritage Act. 